# Altes Palais
Het Altes Palais (Nederlands: Oude Paleis) ook wel Paleis van Wilhelm I genoemd, aan de boulevard Unter den Linden in Berlijn is een voormalig paleis dat tegenwoordig door de Humboldtuniversiteit gebruikt wordt. Het paleis staat naast de Alte Bibliothek.

## Geschiedenis
Het classicistische paleis werd tussen 1834 en 1837 gebouwd naar de plannen van Carl Ferdinand Langhans. Het diende toentertijd als residentie van de Pruisische prins Willem die later de eerste keizer van het Duitse Rijk werd.
Keizer Wilhelm I woonde en werkte in het paleis. In de jaren tachtig van de negentiende eeuw was het paleis populair bij toeristen, omdat de keizer zich tijdens de wisseling van de wacht bij de Neue Wache vaak vertoonde bij het raam van de hoekkamer. Op 9 maart 1888 overleed de keizer in het paleis. Zijn vrouw, keizerin Augusta, overleed twee jaar later in het paleis. Als herinnering aan de keizer en diens vrouw werd het paleis geopend voor het publiek.
In 1943 brandde het paleis volledig uit. De restauratie duurde tot in de jaren zestig. De gevel aan de boulevard Unter den Linden werd in de oorspronkelijke staat herbouwd terwijl het interieur een modern uiterlijk kreeg.